# Окушково
Оку́шково (бел. Аку́шкава) — хутор в Сморгонском районе Гродненской области Белоруссии.
Входит в состав Вишневского сельсовета.
Расположен в северо-восточной части района. Расстояние до районного центра Сморгонь по автодороге — чуть менее 18 км, до центра сельсовета агрогородка Вишнево по прямой — около 11,5 км. Ближайшие населённые пункты — Абрамовщина-3, Курчи, Лещеняты. Площадь занимаемой территории составляет 0,0756 км², протяжённость границ 3560 м.

## Название
Название происходит от антропонима Акила (бел. Акула, уменьшительно-ласкательная форма бел. Акушка), потомки которого основали поселение.

## История
Окушково отмечено как фольварк на карте Шуберта (середина XIX века) в составе Дуботовской волости Свенцянского уезда Виленской губернии. В 1864 году Окушково, уже как застенок, насчитывало 7 ревизских душ, 2 двора и 20 жителей, из них 4 православных и 16 католиков.
После Советско-польской войны, завершившейся Рижским договором, в 1921 году Западная Белоруссия отошла к Польской Республике и Окушково было включено в состав новообразованной сельской гмины Жодишки Свенцянского повета Виленского воеводства. 1 января 1926 года гмина Жодишки была переведена в состав Вилейского повета.
В 1938 году Окушково, имевшее на тот момент статус колонии, насчитывало 7 дымов (дворов) и 53 души.
В 1939 году, согласно секретному протоколу, заключённому между СССР и Германией, Западная Белоруссия оказалась в сфере интересов советского государства и её территорию заняли войска Красной армии. Хутор вошёл в состав новообразованного Сморгонского района Вилейской области БССР. После реорганизации административного-территориального деления БССР хутор был включён в состав новой Молодечненской области в 1944 году. В 1960 году, ввиду новой организации административно-территориального деления и упразднения Молодечненской области, Окушково вошло в состав Гродненской области.

## Население
Согласно переписи население хутора в 1999 году насчитывало 3 жителя.

## Транспорт
Грунтовой автодорогой местного значения Н7807 Окушково связано с автомобильной дорогой Лынтупы — Свирь — Сморгонь — Крево — Гольшаны.